# 겨자무 과산화효소
겨자무과산화효소(홍당무과산화효소, horseradish peroxidase, HRP)는 서양고추냉이(horseradish)에서 발견되는 퍼옥시다아제의 일종으로, A.H. Theorell(1941)이 결정화하였다. 여러 가지 동형을 가진 금속 효소이며 가장 많이 연구된 유형은 C이다. 과산화 수소에 의한 다양한 유기 기질의 산화반응을 촉매한다.

## 특성

### 화학적 성질
분자량은 약 44,000으로 1분자에 1개의 작용기 프로토헤민을 함유한다. 이 효소의 흡수스펙트럼은 640, 500, 402nm에 흡수극대를 갖는다. H2O2(또는 CH3OOH)를 첨가하면 흡수스펙트럼에 변화가 생긴다. 이것은 과산화수소가 효소인 프로토헤마틴의 Fe3＋과 결합하여 효소-기질결합물을 형성하기 때문이다.
결합물Ⅰ, Ⅱ 및 Ⅲ의 γ대의 흡수극대는 각각 410, 418, 416nm(pH 7.0)이다. 일본에서는 무 또는 순무에서 추출 · 결정화되었지만 서양고추냉이와는 성질이 조금 다르다. 세포 내에 들어가고, 또는 주입된 후 디아미노벤지딘(3,3′-diaminobenzidine) 등을 기질로써 작용시키면 광학 및 전자현미경으로 검경이 가능한 상태로 표지할 수 있다. 최초로 W. Straus(1959)가 식포의 식별에 사용하였다.

### 구조
효소의 구조는 1997년 X-선 결정학에 의해 처음으로 해결되었으며 이후 다양한 기질로 여러 차례 해결되었다. 그것은 산화 환원 보조 인자로 헴을 결합하는 큰 알파 나선 당단백질이다.

## 역할 및 효과
K. Kristensson과 G. Olsson(1971)에 의한 축삭 내 역행수송을 이용한 신경세포체 · 축삭분지를 염출한 이후, 신경세포의 형태나 체내에서의 주행 관찰에 널리 이용되고 있다. 또한 발생초기의 세포에 주입한 뒤, 딸세포 내에 국한함유하여 분배되는 것을 이용하여 세포계보를 추적하는 데 사용된다. 또한 방사성 HRP, 면역 글로불린과의 복합체를 사용한 표지가시화 등에도 널리 응용한다.

## 같이 보기
- 인공효소